# Atletica leggera ai Giochi della XV Olimpiade - Lancio del giavellotto femminile

Video della Finale (i lanci delle prime tre classificate)

La competizione del lancio del giavellotto femminile di atletica leggera ai Giochi della XV Olimpiade si è disputata il giorno 24 luglio 1952 allo stadio olimpico di Helsinki.

## L'eccellenza mondiale
| Camp.ssa olimpica 1948 | 45,57      | Herma Bauma          | Ritir. 1951 |
| Primatista mondiale    | 53,41 1949 | Natal'ja Smirnickaja | Assente     |
| Camp.ssa europea 1950  | 47,55      | Natal'ja Smirnickaja | Assente     |
| Primatista stagionale  | 53,35      | Galina Zybina        | Presente    |

## Risultati

### Turno eliminatorio
Qualificazione38,00 m
Diciassette atlete ottengono la misura richiesta.

La miglior prestazione appartiene ad Aleksandra Chudina (URSS) che stabilisce il nuovo primato olimpico con 46,17 m.
| Pos. | Atleta                  | Nazione          | Misura | Lanci | Lanci | Lanci |
| Pos. | Atleta                  | Nazione          | Misura | 1°    | 2°    | 3°    |
| ---- | ----------------------- | ---------------- | ------ | ----- | ----- | ----- |
| 1    | Aleksandra Čudina       | Unione Sovietica | 46,17  | 46,17 |       |       |
| 2    | Galina Zybina           | Unione Sovietica | 45,95  | 45,95 |       |       |
| 3    | Dana Zátopková          | Cecoslovacchia   | 45,57  | 45,57 |       |       |
| 4    | Elena Gorčakova         | Unione Sovietica | 45,18  | 45,18 |       |       |
| 5    | Marie-Louise Müller     | Germania         | 44,99  | 44,99 |       |       |
| 6    | Judith Krüger           | Germania         | 43,43  | 43,43 |       |       |
| 7    | Herma Bauma             | Austria          | 43,07  | 37,10 | 43,07 |       |
| 8    | Marjorie Larney         | Stati Uniti      | 41,44  | 41,44 |       |       |
| 9    | Ingeborg Bausenwein     | Germania         | 40,53  | n     | n     | 40,53 |
| 10   | Eeva Anni Rättyä        | Finlandia        | 40,47  | 36,74 | 40,47 |       |
| 11   | Estrella Puente         | Uruguay          | 40,10  | n     | n     | 40,10 |
| 12   | Maria Ciach             | Polonia          | 39,96  | 39,96 |       |       |
| 13   | Lily Carlstedt-Kelsby   | Danimarca        | 39,61  | 39,61 |       |       |
| 14   | Diane Coates            | Gran Bretagna    | 39,45  | 39,45 |       |       |
| 15   | Ada Turci               | Italia           | 39,31  | 39,31 |       |       |
| 16   | Elsa Torikka            | Finlandia        | 39,27  | 37,38 | 39,27 |       |
| 17   | Kaisa Parviainen        | Finlandia        | 39,10  | n     | 37,90 | 39,10 |
| 18   | Gerda Martín            | Cile             | 36,94  | n     | 36,94 | 35,05 |
| 19   | Amalia Yubi             | Messico          | 35,59  | 33,05 | 33,51 | 35,59 |
| -    | Edith Thomas            | Cile             | NM     | n     | n     | n     |
| -    | Gerda Schilling-Staniek | Austria          | NM     | n     | n     | n     |

### Finale
Le favorite sono le russe.

La ceca Zátopková, settima a Londra 1948, batte il fresco primato olimpico al primo lancio. L'ex detentrice, la sovietica Chudina, spara all'ultima prova un buon 50,01, ma non basta per vincere la gara. Solo quarta la primatista stagionale Zybina con 48,35.
| Pos.    | Atleta                | Età | Nazione          | Misura | Lanci | Lanci | Lanci | Lanci | Lanci | Lanci |
| Pos.    | Atleta                | Età | Nazione          | Misura | 1°    | 2°    | 3°    | 4°    | 5°    | 6°    |
| ------- | --------------------- | --- | ---------------- | ------ | ----- | ----- | ----- | ----- | ----- | ----- |
| Oro     | Dana Zátopková        | 29  | Cecoslovacchia   | 50,47  | 50,47 | 41,34 | 46,28 | 43,45 | 45,62 | 47,63 |
| Argento | Aleksandra Čudina     | 28  | Unione Sovietica | 50,01  | 46,71 | 45,20 | 47,52 | n     | 49,61 | 50,01 |
| Bronzo  | Elena Gorčakova       | 19  | Unione Sovietica | 49,76  | 46,67 | 49,76 | 48,27 | 45,28 | 43,10 | 43,28 |
| 4       | Galina Zybina         | 21  | Unione Sovietica | 48,35  | 44,86 | 48,35 | 47,24 | 47,94 | 47,81 | 45,95 |
| 5       | Lily Carlstedt-Kelsby | 26  | Danimarca        | 46,23  | 46,23 | 40,90 | 45,53 | 42,38 | 44,82 | 44,77 |
| 6       | Marie-Louise Müller   | 25  | Germania         | 44,37  | n     | 44,37 | n     | 43,21 | n     | 43,08 |
| 7       | Maria Ciach           | 18  | Polonia          | 44,31  | 42,55 | 43,53 | 44,31 |       |       |       |
| 8       | Judith Krüger         | 19  | Germania         | 44,30  | 44,30 | 42,17 | 41,77 |       |       |       |
| 9       | Herma Bauma           | 37  | Austria          | 42,54  | 42,54 | 42,27 | 41,13 |       |       |       |
| 10      | Estrella Puente       | 23  | Uruguay          | 41,44  | 39,41 | 41,44 | n     |       |       |       |
| 11      | Ada Turci             | 28  | Italia           | 41,20  | 41,15 | 41,20 | 40,03 |       |       |       |
| 12      | Ingeborg Bausenwein   | 31  | Germania         | 41,16  | 41,16 | 39,60 | 39,55 |       |       |       |
| 13      | Marjorie Larney       | 15  | Stati Uniti      | 40,58  | n     | 40,58 | 36,04 |       |       |       |
| 14      | Eeva Anni Rättyä      | 18  | Finlandia        | 40,56  | 40,33 | 38,85 | 40,56 |       |       |       |
| 15      | Diane Coates          | 20  | Gran Bretagna    | 40,17  | 40,17 | 39,28 | 38,55 |       |       |       |
| 16      | Kaisa Parviainen      | 37  | Finlandia        | 39,82  | 38,03 | 39,82 | n     |       |       |       |
| 17      | Elsa Torikka          | 21  | Finlandia        | 39,58  | 39,58 | n     | 36,73 |       |       |       |

La ceca vince nello lo stesso giorno in cui il marito Emil Zátopek trionfa sui 5000. È la prima volta alle Olimpiadi che due coniugi vincono entrambi l'oro nello stesso giorno. Tra l'altro moglie e marito sono nati entrambi il 19 settembre 1922!